# Salomon von Wyss
Salomon von Wyss (* 4. März 1769 in Zürich; † 10. November 1827 ebenda) war ein Schweizer Kaufmann, Jurist und Bankier.
Sein Vater David von Wyss der Ältere war Bürgermeister von Zürich von 1795 bis zum Untergang 1798. Seit 1803 war Salomon Grossrat der Stadt Zürich. Er gründete 1805 mit Hans Caspar Escher in Zürich das Unternehmen Baumwollspinnerei Escher Wyss & Co. Salomon von Wyss trug das kaufmännische und organisatorische, Escher das technische Wissen bei.